# Sendmail
Sendmail är en mångsidig e-postserver, som länge dominerade e-postutbytet på Internet. Fortfarande[när?] har sendmail en mycket stor marknadsandel.
Sendmail utvecklades ur delivermail, utgivet 1979. Då ARPANET övergick till TCP/IP 1982 och SMTP och DNS infördes kom delivermail att utvecklas till sendmail. Både delivermail och sendmail skrevs av Eric Allman.
Då Allman som student vid Berkeley-universitetet var maskinerna vid universitetet kopplade till både ARPANET och UUCP-nätverket och sammankopplade via ett eget nätverk. Alla tre nätverken hade e-postfunktionalitet, men det fanns inget program som kunde förmedla e-post mellan nätverken. UUCP var mycket svagt reglerat, vilket förutsatte stor flexibilitet av det som skulle bli först delivermail och sedan – då förändringarna blev för snabba för det programmet – sendmail.
Sendmail ingick i BSD 4.1c utgiven 1983, den första BSD-versionen som stödde TCP/IP.
På 1990-talet var Sendmail den helt dominerande serverprogramvaran för e-post. Säkerhetsproblem ledde till att en rad alternativ utvecklades och 2001 hade andelen offentliga e-postservrar på Internet som använde Sendmail sjunkit till 42 %. Andelen fortsatte sjunka, trots förbättrad säkerhet, och var 2007 30 %.
Många av alternativen till Sendmail för Unix-liknande system kom att fortsätta att använda konventionerna från Sendmail, för att program skrivna för denna server inte skulle upphöra fungera. Så skickar till exempel många program sin e-post genom ”programmet” /usr/lib/sendmail, som i de flesta system endast är en länk till den riktiga e-postservern.